# Ricardo Villalobos (futbolista)
Ricardo Adrián Villalobos Ortíz es un jugador de fútbol playa mexicano. Hizo pruebas con la Selección de fútbol playa de México, con la que obtuvo el segundo lugar en la Copa Mundial de Fútbol Playa FIFA 2007, consiguiendo 7 goles. Ricardo Villalobos, fue reconocido como el mejor jugador del Campeonato de CONCACAF 2008. Gracias a los dos goles anotados en la Copa Mundial de Fútbol Playa FIFA 2008, es actualmente el segundo goleador histórico mexicano en las copas del mundo con 11 anotaciones. 

## Participaciones en Copas del Mundo de Playa
| Mundial                                | Sede    | Resultado        | Partidos | Goles |
| -------------------------------------- | ------- | ---------------- | -------- | ----- |
| Copa Mundial de Fútbol Playa FIFA 2007 | Brasil  | Subcampeón       | 6        | 7     |
| Copa Mundial de Fútbol Playa FIFA 2008 | Francia | Primera Fase     | 3        | 2     |
| Copa Mundial de Fútbol Playa FIFA 2011 | Italia  | Cuartos de final | 4        | 2     |

## Participaciones en Campeonato de Fútbol Playa de Concacaf
| Copa                                           | Sede       | Resultado    | Partidos | Goles |
| ---------------------------------------------- | ---------- | ------------ | -------- | ----- |
| Campeonato Concacaf-Conmebol de 2005           | Brasil     | Primera fase | 3        | 1     |
| Campeonato de Fútbol Playa de Concacaf de 2006 | Costa Rica | Cuarto lugar | 4        | 7     |
| Campeonato de Fútbol Playa de Concacaf de 2007 | México     | Cuarto lugar | 4        | 4     |
| Campeonato de Fútbol Playa de Concacaf de 2008 | México     | Campeón      | 3        | 3     |
| Campeonato de Fútbol Playa de Concacaf de 2009 | México     | Tercer lugar | 4        | 3     |
| Campeonato de Fútbol Playa de Concacaf de 2010 | México     | Campeón      | 5        | 1     |
| Campeonato de Fútbol Playa de Concacaf de 2013 | Bahamas    | Tercer lugar | 4        | 5     |

## Distinciones individuales
| Distinción                                               | Año  |
| -------------------------------------------------------- | ---- |
| Goleador del Campeonato de Fútbol Playa de Concacaf      | 2006 |
| Mejor jugador del Campeonato de Fútbol Playa de Concacaf | 2008 |